# پای‌اریق
پای‌آریق (به ازبکی: Payariq، پی‌اریق}} یک منطقهٔ مسکونی در ازبکستان است که در شهرستان پای‌اریق واقع شده‌است. پای‌اریق ۷٬۹۴۹ نفر جمعیت دارد.